# ملعب المصافي
ملعب المصافي (بالإنجليزية: Al-Masafi Stadium) هو ملعب كرة قدم يقع في بغداد، العراق، يتسع لـ 5000 متفرج. هو الملعب الرسمي لفريق المصافي.